# Telfs Patriots
I Telfs Patriots sono una squadra di football americano di Telfs, in Austria; fondati nel 2007 come Innsbruck Patriots, si sono trasferiti a Telfs dal 2009.
La squadra maschile gioca in AFL Division I, mentre la squadra femminile gioca in AFL Division Ladies.

## Dettaglio stagioni

### Tornei nazionali

#### Campionato

##### AFL
| Stagione | regular season | regular season | regular season | regular season | regular season | regular season | playoff | playoff | playoff | playoff | playoff | playoff      | playoff               |
|          | Vin            | Par            | Per            | Tot            | PF             | PS             | Vin     | Per     | Tot     | PF      | PS      | risultato    | avversaria            |
| -------- | -------------- | -------------- | -------------- | -------------- | -------------- | -------------- | ------- | ------- | ------- | ------- | ------- | ------------ | --------------------- |
| 2022     | 6              | 0              | 4              | 10             | 264            | 254            | 0       | 2       | 2       | 34      | 71      | Quarto posto | Prague Black Panthers |
| 2023     | 2              | 0              | 8              | 10             | 177            | 327            | -       | -       | -       | -       | -       | -            | -                     |
| 2024     | 0              | 0              | 10             | 10             | 77             | 565            | -       | -       | -       | -       | -       | -            | -                     |
| Totale   | 8              | 0              | 22             | 30             | 518            | 1146           | 0       | 2       | 2       | 34      | 71      |              |                       |

Fonti: Enciclopedia del Football - A cura di Massimo Mezzetti

##### AFL - Division Ladies
| Stagione | regular season | regular season | regular season | regular season | regular season | regular season | playoff | playoff | playoff | playoff | playoff | playoff      | playoff                |
|          | Vin            | Par            | Per            | Tot            | PF             | PS             | Vin     | Per     | Tot     | PF      | PS      | risultato    | avversaria             |
| -------- | -------------- | -------------- | -------------- | -------------- | -------------- | -------------- | ------- | ------- | ------- | ------- | ------- | ------------ | ---------------------- |
| 2016     | 0              | 0              | 4              | 4              | 8              | 192            | -       | -       | -       | -       | -       | -            | -                      |
| 2017     | 1              | 0              | 5              | 6              | 30             | 121            | -       | -       | -       | -       | -       | -            | -                      |
| 2018     | 2              | 0              | 3              | 5              | 26             | 100            | 0       | 1       | 1       | 0       | 34      | Quarto posto | Budapest Wolves Ladies |
| 2019     | 3              | 0              | 2              | 5              | 60             | 59             | 0       | 1       | 1       | 8       | 18      | Quarto posto | Danube Dragons Ladies  |
| 2021     | 0              | 0              | 4              | 4              | 22             | 139            | -       | -       | -       | -       | -       | -            | -                      |
| 2022     | 1              | 0              | 3              | 4              | 76             | 123            | 0       | 1       | 1       | 0       | 48      | Ladies Bowl  | Vienna Vikings Ladies  |
| 2023     | 3              | 0              | 3              | 6              | 161            | 148            | 0       | 1       | 1       | 0       | 58      | Ladies Bowl  | Vienna Vikings Ladies  |
| Totale   | 10             | 0              | 24             | 34             | 383            | 882            | 0       | 4       | 4       | 8       | 158     |              |                        |

Fonti: Enciclopedia del Football - A cura di Massimo Mezzetti

##### AFL Division I
| Stagione | regular season | regular season | regular season | regular season | regular season | regular season | playoff | playoff | playoff | playoff | playoff | playoff    | playoff             |
|          | Vin            | Par            | Per            | Tot            | PF             | PS             | Vin     | Per     | Tot     | PF      | PS      | risultato  | avversaria          |
| -------- | -------------- | -------------- | -------------- | -------------- | -------------- | -------------- | ------- | ------- | ------- | ------- | ------- | ---------- | ------------------- |
| 2019     | 5              | 0              | 3              | 8              | 274            | 149            | 0       | 1       | 1       | 20      | 54      | Semifinale | Bratislava Monarchs |
| 2021     | 3              | 0              | 3              | 6              | 148            | 170            | -       | -       | -       | -       | -       | -          | -                   |
| Totale   | 8              | 0              | 6              | 14             | 422            | 319            | 0       | 1       | 1       | 20      | 54      |            |                     |

Fonti: Enciclopedia del Football - A cura di Massimo Mezzetti

##### Austrian Football Division 2/AFL Division II
| Stagione | regular season | regular season | regular season | regular season | regular season | regular season | playoff | playoff | playoff | playoff | playoff | playoff    | playoff          |
|          | Vin            | Par            | Per            | Tot            | PF             | PS             | Vin     | Per     | Tot     | PF      | PS      | risultato  | avversaria       |
| -------- | -------------- | -------------- | -------------- | -------------- | -------------- | -------------- | ------- | ------- | ------- | ------- | ------- | ---------- | ---------------- |
| 2009     | 0              | 0              | 6              | 6              | 15             | 250            | -       | -       | -       | -       | -       | -          | -                |
| 2010     | 0              | 0              | 6              | 6              | 26             | 226            | -       | -       | -       | -       | -       | -          | -                |
| 2011     | 2              | 0              | 4              | 6              | 65             | 187            | -       | -       | -       | -       | -       | -          | -                |
| 2015     | 1              | 0              | 7              | 8              | 64             | 260            | -       | -       | -       | -       | -       | -          | -                |
| 2016     | 5              | 0              | 3              | 8              | 179            | 145            | 0       | 1       | 1       | 14      | 25      | Semifinale | Maribor Generals |
| 2017     | 5              | 0              | 1              | 6              | 202            | 106            | 1       | 1       | 2       | 80      | 70      | Iron Bowl  | Maribor Generals |
| 2018     | 8              | 0              | 0              | 8              | 355            | 110            | 2       | 0       | 2       | 70      | 12      | Campioni   | Vienna Warlords  |
| Totale   | 21             | 0              | 27             | 48             | 906            | 1284           | 3       | 2       | 5       | 164     | 107     |            |                  |

Fonti: Enciclopedia del Football - A cura di Massimo Mezzetti

##### Austrian Football Division 3/AFL Division III
| Stagione | regular season | regular season | regular season | regular season | regular season | regular season | playoff | playoff | playoff | playoff | playoff | playoff    | playoff         |
|          | Vin            | Par            | Per            | Tot            | PF             | PS             | Vin     | Per     | Tot     | PF      | PS      | risultato  | avversaria      |
| -------- | -------------- | -------------- | -------------- | -------------- | -------------- | -------------- | ------- | ------- | ------- | ------- | ------- | ---------- | --------------- |
| 2008     | 0              | 0              | 6              | 6              | 19             | 217            | -       | -       | -       | -       | -       | -          | -               |
| 2012     | 0              | 0              | 6              | 6              | 58             | 171            | -       | -       | -       | -       | -       | -          | -               |
| 2013     | 3              | 0              | 3              | 6              | 70             | 116            | -       | -       | -       | -       | -       | -          | -               |
| 2014     | 6              | 0              | 0              | 6              | 243            | 20             | 0       | 1       | 1       | 9       | 35      | Semifinale | Budapest Wolves |
| 2023     | 0              | 0              | 8              | 8              | 47             | 264            | -       | -       | -       | -       | -       | -          | -               |
| Totale   | 9              | 0              | 23             | 32             | 437            | 788            | 0       | 1       | 1       | 9       | 35      |            |                 |

Fonti: Enciclopedia del Football - A cura di Massimo Mezzetti

### Riepilogo fasi finali disputate
| Anno             | Luogo        | Evento                | Fase del torneo      | Incontro                                                            | Risultato |
| 6 luglio 2014    |              | AFL Division III      | Semifinale           | Telfs Patriots - Budapest Wolves                                    | 9 - 35    |
| 16 luglio 2016   |              | AFL Division II       | Semifinale           | Maribor Generals - Telfs Patriots                                   | 25 - 14   |
| 22 luglio 2017   | Telfs        | AFL Division II       | Iron Bowl            | Telfs Patriots - Maribor Generals                                   | 39 - 42   |
| 23 luglio 2018   |              | AFL Division II       | Iron Bowl            | Telfs Patriots - Vienna Warlords                                    | 28 - 12   |
| 17 novembre 2018 | Vienna       | AFL - Division Ladies | Finale 3º - 4º posto | Budapest Wolves Ladies - Telfs Patriots Ladies                      | 34 - 0    |
| 13 luglio 2019   |              | AFL Division I        | Semifinale           | Bratislava Monarchs - Telfs Patriots                                | 54 - 20   |
| 16 novembre 2019 | Vienna       | AFL - Division Ladies | Finale 3º - 4º posto | Telfs Patriots Ladies - Danube Dragons Ladies                       | 8 - 18    |
| 30 luglio 2022   | Sankt Pölten | AFL                   | Finale 3º - 4º posto | Prague Black Panthers - Telfs Patriots                              | 40 - 21   |
| 12 novembre 2022 | Telfs        | AFL - Division Ladies | Ladies Bowl          | Vienna Vikings Ladies - Telfs Patriots Ladies                       | 48 - 0    |
| 19 novembre 2023 | Vienna       | AFL - Division Ladies | Ladies Bowl          | Vienna Vikings Ladies - Telfs Patriots Ladies/Schwaz Hammers Ladies | 58 - 0    |

## Palmarès
- 1 Iron Bowl (2018)